# Fathia av Egypten
Fathia Fuad av Egypten (arabiska: فتحية بنت فؤاد الأول), född 17 december 1930 i Kairo i Egypten, död 10 december 1976 i Los Angeles i Kalifornien, USA, var en egyptisk prinsessa  som mördades i USA.
Hon var det femte barnet till kung Fuad I av Egypten och Nazli Sabri samt syster till kung Farouk I av Egypten. Hennes far dog när hon var fem år gammal och hon växte därför upp med sin mor. År 1946 reste hon tillsammans sin syster prinsessan Faika, till Europa och USA för att följa modern som behövde medicinsk behandling.
År 1950 tilläts hon av sin mor att gifta sig med sin kungliga rådgivare Riyad Ghali, som var en koptisk kristen. Det var en stor skandal i Egypten och kung Farouk, som försökte förhindra äktenskapet, hämnades genom att frånta Nazli och Fathias deras egendom och kungliga titlar. Deras pass konfiskerades också för att förhindra dem att återvända till Egypten. Fathia och Riyad Ghali flyttade till Los Angeles och fick tillsammans tre barn.
År 1973 skilde sig Fathia och Riyad efter 23 år som gifta. Hon mördades av Riyad den 10 december 1976, genom fem revolverskott i ansiktet efter att han hade försökt övertala henne att återuppta deras relation. Eftersom hon konverterat till katolicismen, begravdes hon på kyrkogården på Holy Cross Cemetery, Culver City. Mer än 300 bemärkta gäster, inklusive mer än 70 medlemmar av före detta kungliga familjer, var närvarande vid begravningen.